# Битка код Корсуња (1648)
Битка код Корсуња у пролеће 1648. била је друга узастопна победа козака у устанку Богдана Хмељницког.

### Увод
У пролеће 1648, Богдан Хмељницки је изабран за хетмана Запорошке војске. Формално изјављујући верност краљу Владиславу IV, Хмељницки је склопио савез са Кримским Татарима и почео да окупља војску у Запорошкој Сичи.
Сазнавши за савез Козака и Татара, пољски велики хетман Станислав Потоцки је почетком априла 1648. послао на Хмељницког свог сина Стефана са око 3.500 војника, али је пољска армија потучена 16. маја код Жутих Вода, а 1.500 редовних козака прешло је на страну побуњеника.

### Битка
Војска Станислава Потоцког, која је лагано ишла у помоћ опседнутима код Жутих Вода, 26. маја 1648. пала је у заседу код Корсуња. Само неколико коњичких јединица успело је да се извуче, док су оба хетмана заробљена. Сва редовна војска у Украјини, око 8.000 људи и 40 топова, била је изгубљена.

### Последице
Два узастопна пораза уздрмали су престиж Пољске и подигли углед Хмељницког: козаци и побуњени сељаци из читаве Украјине кренули су под његову заставу.
Да ситуација буде гора, краљ Владислав, пријатељ Хмељницког и Запорошких козака, умро је недељу дана пре битке. Са читавом Украјином у побуни и оба хетмана у ропству, Пољско-Литванска унија ушла је у изборе новог краља, што је паралисало сваку већу акцију против устаника.

## У пољској култури
Ова битка је поменута у роману "Огњем и мачем" пољског нобеловца Хенрика Сјенкјевича из 1884., као и у пољском филму "Огњем и мачем" из 1999.